# Molobratia teutonus
Espèce
Molobratia teutonus est une espèce d'insectes diptères de la famille des Asilidae.

## Description
Le corps mesure de 15 à 24 mm, il s'agit de l'une des plus grandes espèces d'Asilidae en Europe. La couleur noire de l'abdomen est contrastée par des taches blanches, le thorax est également noir avec des parties jaunâtres et le scutum est bordé d'une bande latérale saupoudrée de jaune. Les antennes sont rouges et les pattes orange sauf les tarses, les articulations fémurs et les tibias de la première paire de pattes (les tibias des autres paires de pattes ne sont noirs qu'à l'extrémité). Enfin à l'extrémité apicale des tibias des pattes antérieures se trouve une extension en forme d'épine.

### Écologie
La période de vol se situe entre avril et septembre. L'espèce peut être trouvée dans les prairies des plaines inondables, les barrages ou à la lisière des buissons près des rivières. Le régime alimentaire se compose en grande partie d'hyménoptères, mais aussi de divers diptères. Certains auteurs citent les abeilles domestiques comme proies préférées. Dans une étude menée au Monténégro, celles-ci représentaient les deux tiers des proies.

## Répartition
L'aire de répartition de l'espèce s'étend de l'Iran à la Turquie et à une grande partie de l'Europe continentale, au nord jusqu'à la Suède et à l'est jusqu'au centre de la Russie. En Allemagne, les sites se trouvent principalement dans la zone des grands fleuves, les plaines du Nord-Ouest de l'Allemagne restant inhabitées, elle est toutefois recensée des Pays-Bas et du Danemark.
Molobratia teutonus est la seule espèce européenne du genre Molobratia, mais également la seule présente en France.

## Statut de conservation
En Allemagne, environ les deux tiers des populations historiquement recensées ont aujourd’hui disparu. L’espèce doit donc être considérée comme étant en danger critique d’extinction.

## Systématique
L'espèce a été décrite en 1767 par Carl von Linné sous le protonyme Asilus teutonus puis choisie en 1958 comme espèce type du genre Molobratia nouvellement créé par Frank Montgomery Hull. 
Plusieurs sources, telles que Catalogue of Life, GBIF ou Taxonomicon, mentionnent cette espèce sous le taxon Molobratia teutona.
Molobratia teutonus a pour synonymes :
- Asilus teutonus Linnaeus, 1767
- Dasypogon teutonus (Linnaeus, 1767)
- Molobratia teutona (Linnaeus, 1767)